# ゾルターン・シェベシュチェーン
ゾルターン・シェベシュチェーン（ドイツ語: Zoltan Sebescen, ハンガリー語: Zoltán Sebestyén、1975年10月1日 - ）は、ドイツとハンガリーの元サッカー選手。ポジションはディフェンダー、ミッドフィールダー。

## クラブ経歴
シュトゥットガルト・キッカーズでキャリアをスタートし、1994年にトップチームに昇格、レギオナルリーガや2. ブンデスリーガの試合に出場した。1999年にブンデスリーガのVfLヴォルフスブルクに移籍し、2001年にはバイエル・レバークーゼンに加入した。レバークーゼンでは2001-02シーズンのUEFAチャンピオンズリーグ決勝でレアル・マドリードに敗れた。2003年以降はライム病に感染し、膝の手術を何度も行うこととなった。長期離脱が続いたため、2005年8月16日に29歳という若さで現役を引退した。

## 代表経歴
2000年2月23日、アムステルダム・アレナで行われたオランダ代表戦に出場し、VfLヴォルフスブルク史上初のドイツ代表選手となった。右サイドバックとして出場したものの、対面のボウデヴィン・ゼンデン相手に悲惨な働きに終始しハーフタイムで交代させられた。その後二度と招集されることはなかった。